# あきら肇
あきら 肇（あきら はじめ）は、日本の漫画家。主に成年向け漫画を執筆し、『コミックミニモン』（東京三世社）他で活動する。現在商業誌での活動は休止している。

## 作品リスト

### 単行本
- 蒼い処女宮（1998年10月 虹の旅出版）
- 女の子を飼う瞬間（2002年4月 久保書店）
- みにらぶ（2006年6月 東京三世社）

### 単行本未収録作品
- コミックミニモン（東京三世社）
  - サッキュバス（2006年4月号）
  - おヨメさんへの近道?（2006年6月号）
  - プロレスでいこう♥（2006年8月号）